# Campo Vittorio Veneto
Il campo Vittorio Veneto era un impianto sportivo di Prato, ubicato nell'attuale zona di via Paolo dell'Abbaco. Nello stadio venivano disputati gli incontri interni calcistici del Prato.

## Storia
L'impianto venne inaugurato il 4 novembre 1923. La struttura, che prevedeva delle tribune in legno e i locali per gli spogliatoi, costò circa 15 000 Lire. Nonostante fosse ai tempi uno dei maggiori impianti della Toscana, risultò inadeguato ad ospitare la Serie B che il Prato conquistò nel 1941. L'impianto tuttavia accompagnò la formazione laniera nel campionato di Divisione Nazionale 1928-1929, il primo livello del campionato italiano, il successivo torneo di Serie B e svariati campionati di Serie C.